# بخش اکوبو
بخش اکوبو (به لاتین: Akobo County) یک منطقهٔ مسکونی در سودان جنوبی است که در جونقلی واقع شده‌است.

## خصوصیات
بخش اکوبو ۱۳۶٬۲۱۰ نفر جمعیت دارد.